# Flickingeria fimbriata
Flickingeria fimbriata es una especie de orquídea epífita originaria del sudeste de Asia y oeste del Pacífico. 

## Descripción
Es una orquídea de tamaño grande y que prefiere el clima caliente, es epífita con rizoma largo, grueso, con ramificación, produce tallos ramificados que dan lugar a pseudobulbos amarillos, comprimidos que tiene hojas oblongo-elípticas y agudas. Florece en  en una inflorescencia con flores individuales de 2,5 a 5 cm de largo, dulcemente perfumadas y de corta duración. La floración se produce en primavera, verano y otoño.

## Distribución y hábitat
Se encuentra en el Himalaya chino, Assam, Himalaya oriental, India, Nepal, Islas Andamán, Islas Nicobar, la península de Malasia, Tailandia, Laos, Vietnam, China, Borneo, Sumatra, Java, Célebes, las islas menores de la Sonda y las Filipinas en las rocas abiertas y acantilados a lo largo de los arroyos y ríos perennes en tierras bajas y medianas alturas de semi-bosques de hojas caducas, en alturas de 200 a 1300 metros.

## Sinónimos
- Callista binnendykii (Rchb.f.) Kuntze 1891
- Callista flabella [Rchb.f] Kuntze 1891
- Callista kunstleri (Hook.f.) Kuntze 1891
- Callista macraei (Lindl.) Kuntze. 1891
- Dendrobium binnendijkii Rchb.f. 1865
- Dendrobium fimbriatum Bl. Lindl. 1830
- Dendrobium flabellum Rchb.f 1857
- Dendrobium insulare Steudel 1840
- Dendrobium kunstleri Hook.f. 1890
- Dendrobium macraei Lindl. 1830
- Dendrobium mentosum Schltr. 1911
- Dendrobium plicatile Lindl. 1840
- Dendrobium rabanii Lindl. 1859
- Desmotrichum binnendijkii (Rchb.f.) Kraenzl. 1910
- Desmotrichum fimbriatum Blume 1825
- Desmotrichum kunstleri (Hook.f.) Kraenzl. 1910
- Ephemerantha fimbriata (Blume) P.F.Hunt & Summerh. 1961
- Ephemerantha kunstleri (Hook.f.) P.F.Hunt & Summerh. 1961
- Ephemerantha macraei (Lindl.) P.F.Hunt & Summerh. 1961
- Flickingeria binnendijkii (Rchb.f.) A.D.Hawkes 1965
- Flickingeria kunstleri (Hook.f.) A.D.Hawkes 1965
- Flickingeria rabanii (Lindl.) Seidenf. 1980[1]